# Compression thermique
La compression thermique est un phénomène se produisant lors de l'utilisation d'enceintes acoustiques à forte puissance.
Le calcul du niveau sonore fourni par une enceinte à partir de son efficacité (ou sensibilité) et de la puissance qui lui est appliquée donne un résultat erroné, supérieur  à celui qui peut être effectivement mesuré. Cette différence est due au fait que, lors de l'utilisation à forte puissance, la bobine mobile s'échauffe, entrainant une augmentation de l'impédance et, en conséquence, une diminution de la puissance absorbée. Le problème touche naturellement avant tout les haut-parleurs de grave et la perte de niveau peut atteindre ou même dépasser 6 dB,.
Afin de limiter ce phénomène, les constructeurs s'efforcent de faciliter la dissipation de chaleur par des moyens variés : matériaux conducteurs de la chaleur, dissipateur, évents, système de ventilation utilisant le mouvement de la membrane du haut-parleur, etc. Certains systèmes de sonorisation de forte puissance utilisent un système de ventilation avec ventilateurs et tuyaux.